# Jacob David Mögling

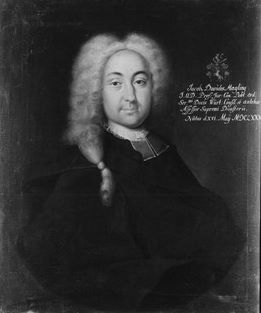
Jacob David Mögling auf einem Bild in der Tübinger Professorengalerie

Jacob David Mögling (* 16. Mai 1680 in Tübingen; † 19. November 1729 ebenda) war Jurist und Professor der Rechte an der Universität Tübingen.

## Leben
Jacob David Mögling war Lizentiat in Tübingen. Er unternahm eine Studienreise durch Europa. 1705 wurde er zum Extraordinarius ernannt und erhielt die Doktorwürde. Er war Herzoglicher Rat und Assessor des obersten Gerichtshofes. 1717 war er Rektor der Universität Tübingen.
Sein in Öl gemaltes Porträt hängt in der Tübinger Professorengalerie.

## Familie
Jacob David Mögling stammte aus einer Gelehrtenfamilie. Sein Vater war Johann David Mögling und Michael Graß war sein Schwiegervater. Sein Bruder war Johannes Friedrich Moegling und sein Sohn war Jacob Friedrich Moegling.